# Gegeen Kan
Gegeen Kan (Janbalic (Yuan), 22 de febrero de 1302-4 de septiembre de 1323), nacido Shidibala, fue el sucesor de Ayurbarwada para gobernar como Emperador de la dinastía Yuan.

## Sucesión pacífica

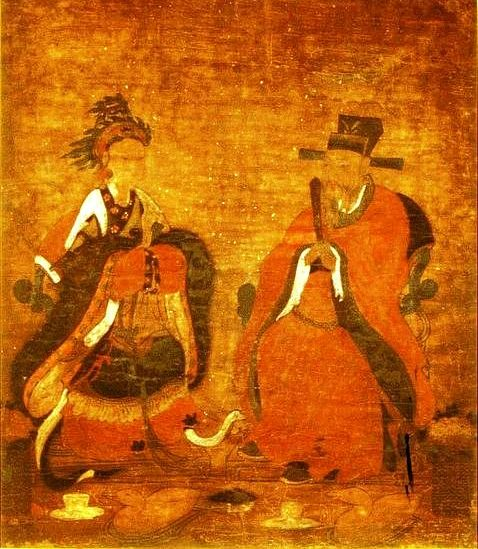
El rey Gongmin (1330-1374) y la reina Noguk ayudaron en la sucesión de Gegeen Khan.

Shidibala era el hijo mayor de Ayurbarwada Buyantu Kan (Emperador Renzong) y Radnashiri del clan Khunggirad. Ayurbarwada le prometió a su hermano mayor Khayishan nombrar Príncipe heredero al hijo de éste después de su sucesión. Pero cuando Khayishan murió, sus dos hijos fueron relegados a las zonas fronterizas y los oficiales pro-Khayishan fueron purgados.
La poderosa abuela de Shidibala, Dagi, instaló a éste como Príncipe heredero en 1316, y luego como Kan. Un año después fue nombrado jefe nominal tanto de la Secretaría como de la Oficina de Asuntos Militares. En un momento dado, su padre Ayurbarwada incluso había jugado con la idea de abdicar el trono a favor de Shidebala.
El protegido de Dagi, Temuder, fue nombrado tutor del heredero aparente, Shidebala, después de que no pudo aumentar los ingresos fiscales. Entre la muerte de Ayurbarwada en marzo de 1320 y su propia muerte en octubre de 1322, Temüder alcanzó un gran poder con el pleno apoyo de Dagi.
Inmediatamente después de la sucesión de su nieto, Dagi reinstaló a Temüder como Ministro de la Secretaría y tomó la política en sus propias manos de manera más abierta que durante el reinado de Ayurbarwada.

## Régimen de marionetas
Shidebala sucedió a su padre el 19 de abril de 1320. La emperatriz Targi (Dagi) volvió a nombrar gran consejero principal a Temuder.
Mientras que la persecución de Temuder a sus oponentes en la censura alienó al nuevo Emperador, Temuder permaneció en el poder hasta su muerte, que se produjo solo dos años después.

## Muerte
Independientemente de los méritos del reinado de Shidebala, tuvo un final trágico el 4 de septiembre de 1323, conocido como el "Golpe de Estado en Nanpo". Se formó un complot entre los partidarios de Temuder, que temían que la venganza los alcanzara. Estaba encabezado por el hijo adoptivo de Temüder, Tegshi. 
Su matrimonio con Sugabala no produjo hijos que lo sucedieran.
| Predecesor: Ayurbarwada Buyantu Kan | Gegeen Kan | Sucesor: Yesün Temür |

- Datos: Q8549